# Formylglycin-generierendes Enzym
Formylglycin-generierendes Enzym (FGE) ist ein Enzym aus der Gruppe der Oxygenasen. Es verändert posttranslational ein Cystein in Sulfatasen in ein Formylglycin. FGE kann sowohl in Pro- als auch in Eukaryoten vorkommen.

## Struktur
Das aktive Enzym ist ein Monomer mit zwei Proteindomänen. Die Sekundärstruktur besteht aus α-Helices und β-Faltblättern, welche durch Calciumionen stabilisiert werden. Es hat drei Disulfidbrücken. Die Aktivierung erfolgt durch die Abspaltung eines Signalpeptids nach der Beförderung ins endoplasmatische Retikulum. 

## Funktionsweise
Das FGE wird durch das Gen SUMF1 kodiert. Zu dem Zeitpunkt der Reaktion ist die Sulfatase noch nicht gefaltet. FGE erkennt die kurze Sequenz CxPxR im aktiven Zentrum von Sulfatasen und xxxLTGR als Hilfssequenz. Das Cystein in dieser Sequenz wird posttranslational in Formylglycin umgewandelt. Dadurch werden Sulfatasen aktiviert. FGE ist eine Oxygenase, welche Kupfer als Kofaktor besitzt. An der Reaktion von Cystein zu Formylglycin ist ein Cystein an der Position 341 im FGE beteiligt, welches sich an das zu verändernde Cystein bindet. Aus dem Cystein wird durch Oxidation mit molekularem Sauerstoff und einem nicht identifizierten Reduktionsmittel die Reaktion zum 3-Oxoalanin (auch Formylglycin (fGly) genannt) an Zielproteinen katalysiert.
Die 3-Oxoalanin-Modifikation, tritt bei der posttranslationalen Modifikation von Arylsulfatasen und einigen alkalischen Phosphatasen auf, die die hydratisierte Form von 3-Oxoalanin als katalytisches Nukleophil verwenden. Substrate für FGE sind unter anderem N-Acetylgalactosamin-6-sulfat-Sulfatase (GALNS), Arylsulfatase A (ARSA), Steroid-Sulfatase (STS) und Arylsulfatase E (ARSE).

## Vorkommen
FGE kommt im endoplasmatischen Retikulum von Eukaryoten vor. Auch Prokaryoten weisen FGE auf, wobei es bei diesen das zusätzliche System AtsB gibt.

## Defekt
Bei Mutationen im SUMF1-Gen, kommt es zur Inaktivierung des FGE. Dadurch können Sulfatasen, welche Sulfat-Ester hydrolysieren, nicht mehr aktiviert werden. Es kommt zur multiplen Sulfatasendefizienz.